# Sportif international de l'année (BBC Sport)
Pour les articles homonymes, voir Sportif de l'année.
La rédaction sportive de la BBC décerne chaque année depuis 1960 le titre de sportif international de l'année (BBC Sport Personality of the Year Overseas Personality) pour honorer le sportif non-britannique auteur de la meilleure performance sportive de l'année écoulée. Le titre remis aux sportifs britanniques est celui de BBC Sports Personality of the Year.

## Palmarès

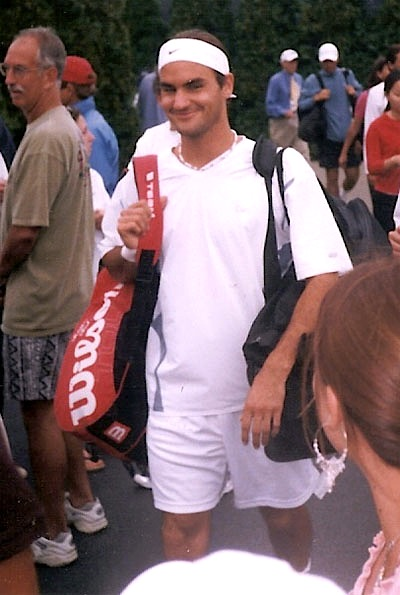
Roger Federer, quatre fois récompensé (record)

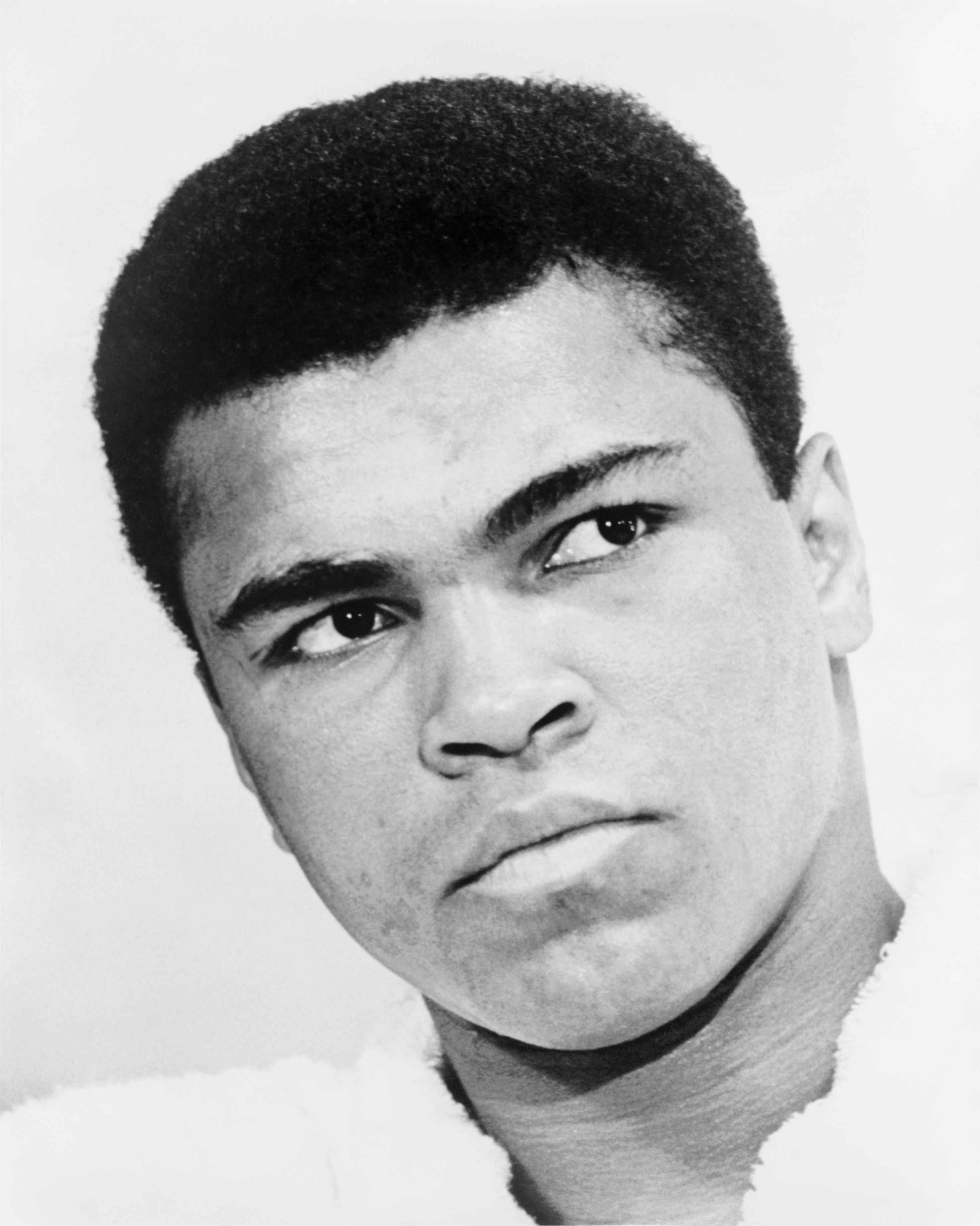
Mohamed Ali, trois fois récompensé

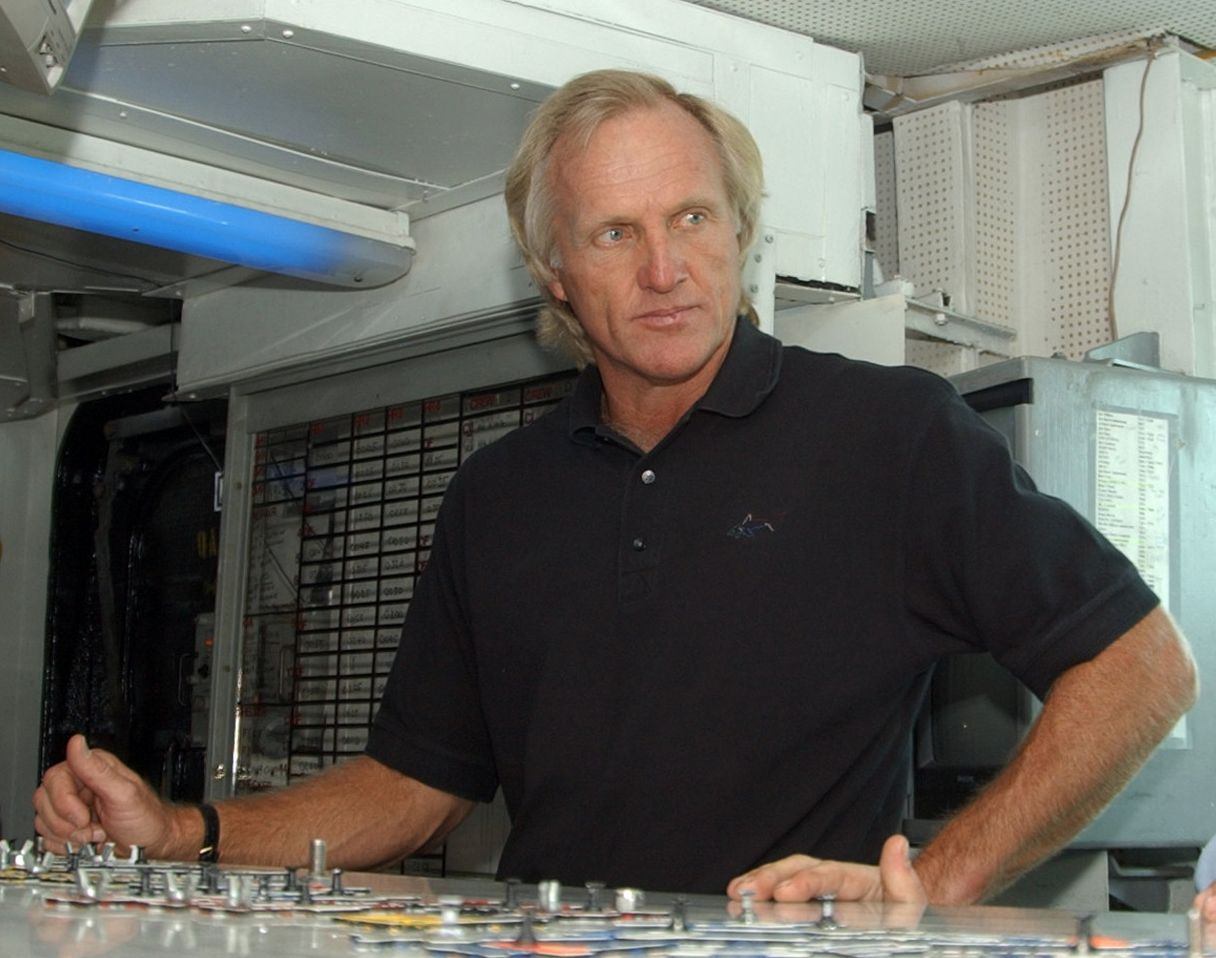
Greg Norman, deux fois récompensé

Sportifs récompensés depuis 1960 :
| Année | Sportif                           | Nationalité              | Sport                    |
| ----- | --------------------------------- | ------------------------ | ------------------------ |
| 1960  | Herb Elliott                      | Australie                | Athlétisme               |
| 1961  | Valeriy Brumel                    | Union soviétique         | Athlétisme               |
| 1962  | Donald Jackson                    | Canada                   | Patinage artistique      |
| 1963  | Jacques Anquetil                  | France                   | Cyclisme                 |
| 1964  | Abebe Bikila                      | Éthiopie                 | Athlétisme               |
| 1965  | Ron Clarke Gary Player            | Australie Afrique du Sud | Athlétisme Golf          |
| 1966  | Eusébio Garfield Sobers           | Portugal Barbade         | Football Cricket         |
| 1967  | George Moore                      | Australie                | Hippisme                 |
| 1968  | Oleg Protopopov Ludmila Belousova | Union soviétique         | Patinage artistique      |
| 1969  | Rod Laver                         | Australie                | Tennis                   |
| 1970  | Pelé                              | Brésil                   | Football                 |
| 1971  | Lee Trevino                       | États-Unis               | Golf                     |
| 1972  | Olga Korbut                       | Union soviétique         | Gymnastique              |
| 1973  | Mohamed Ali                       | États-Unis               | Boxe anglaise            |
| 1974  | Mohamed Ali                       | États-Unis               | Boxe anglaise            |
| 1975  | Arthur Ashe                       | États-Unis               | Tennis                   |
| 1976  | Nadia Comăneci                    | Roumanie                 | Gymnastique              |
| 1977  | Niki Lauda                        | Autriche                 | Sport automobile         |
| 1978  | Mohamed Ali                       | États-Unis               | Boxe anglaise            |
| 1979  | Björn Borg                        | Suède                    | Tennis                   |
| 1980  | Jack Nicklaus                     | États-Unis               | Golf                     |
| 1981  | Chris Evert                       | États-Unis               | Tennis                   |
| 1982  | Jimmy Connors                     | États-Unis               | Tennis                   |
| 1983  | Carl Lewis                        | États-Unis               | Athlétisme               |
| 1984  | Severiano Ballesteros             | Espagne                  | Golf                     |
| 1985  | Boris Becker                      | Allemagne de l'Ouest     | Tennis                   |
| 1986  | Greg Norman                       | Australie                | Golf                     |
| 1987  | Martina Navrátilová               | États-Unis               | Tennis                   |
| 1988  | Steffi Graf                       | Allemagne de l'Ouest     | Tennis                   |
| 1989  | Mike Tyson                        | États-Unis               | Boxe anglaise            |
| 1990  | Mal Meninga                       | Australie                | Rugby à XIII             |
| 1991  | Mike Powell                       | États-Unis               | Athlétisme               |
| 1992  | Andre Agassi                      | États-Unis               | Tennis                   |
| 1993  | Greg Norman                       | Australie                | Golf                     |
| 1994  | Brian Lara                        | Trinité-et-Tobago        | Cricket                  |
| 1995  | Jonah Lomu                        | Nouvelle-Zélande         | Rugby à XV               |
| 1996  | Evander Holyfield Michael Johnson | États-Unis               | Boxe anglaise Athlétisme |
| 1997  | Martina Hingis                    | Suisse                   | Tennis                   |
| 1998  | Mark O'Meara                      | États-Unis               | Golf                     |
| 1999  | Maurice Greene                    | États-Unis               | Athlétisme               |
| 2000  | Tiger Woods                       | États-Unis               | Golf                     |
| 2001  | Goran Ivanišević                  | Croatie                  | Tennis                   |
| 2002  | Ronaldo                           | Brésil                   | Football                 |
| 2003  | Lance Armstrong                   | États-Unis               | Cyclisme                 |
| 2004  | Roger Federer                     | Suisse                   | Tennis                   |
| 2005  | Shane Warne                       | Australie                | Cricket                  |
| 2006  | Roger Federer                     | Suisse                   | Tennis                   |
| 2007  | Roger Federer                     | Suisse                   | Tennis                   |
| 2008  | Usain Bolt                        | Jamaïque                 | Athlétisme               |
| 2009  | Usain Bolt                        | Jamaïque                 | Athlétisme               |
| 2010  | Rafael Nadal                      | Espagne                  | Tennis                   |
| 2011  | Novak Djokovic                    | Serbie                   | Tennis                   |
| 2012  | Usain Bolt                        | Jamaïque                 | Athlétisme               |
| 2013  | Sebastian Vettel                  | Allemagne                | Sport automobile         |
| 2014  | Cristiano Ronaldo                 | Portugal                 | Football                 |
| 2015  | Dan Carter                        | Nouvelle-Zélande         | Rugby à XV               |
| 2016  | Simone Biles                      | États-Unis               | Gymnastique              |
| 2017  | Roger Federer                     | Suisse                   | Tennis                   |
| 2018  | Francesco Molinari                | Italie                   | Golf                     |
| 2019  | Eliud Kipchoge                    | Kenya                    | Athlétisme               |
| 2020  | Khabib Nurmagomedov               | Russie                   | MMA                      |
| 2021  | Rachael Blackmore                 | Irlande                  | Sport hippique           |
| 2022  | Lionel Messi                      | Argentine                | Football                 |
| 2023  | Erling Haaland                    | Norvège                  | Football                 |
| 2024  | Armand Duplantis                  | Suède                    | Athlétisme               |